# Roman Coppola
Roman François Coppola (Neuilly-sur-Seine, Francia, 22 de abril de 1965) es un guionista, productor y empresario estadounidense. Con la película Moonrise Kingdom, escrita junto a Wes Anderson, fue nominado a los Óscar al Mejor Guion Original de 2012. En 2016, su serie televisiva Mozart en la Jungla ganó el Globo de Oro a la Mejor Serie Televisiva – Comedia.
Es presidente de la productora cinematográfica American Zoetrope, con sede en San Francisco. Es también fundador y dueño de la agencia The Directors Bureau, una compañía de producción de música y vídeo.

## Biografía
Hijo de la artista y decoradora Eleanor Coppola y del director de cine Francis Ford Coppola, nació el 22 de abril de 1965 en el Hospital Estadounidense de Neuilly-sur-Seine, mientras su padre preparaba en París el guion de la película ¿Arde París?. Ya de pequeño, hizo una pequeña aparición en el filme El Padrino. Asistió a la Escuela de Artes de la Universidad de Nueva York.
Comenzó su carrera como director al supervisar los efectos visuales en la cámara y la dirección de la segunda unidad para Drácula, de Bram Stoker, que obtuvo una nominación al Premio BAFTA por los efectos especiales. Ha hecho de segundo director de películas como Jack, de Francis Ford Coppola, The Rainmaker, Youth Without Youth y Tetro. Colaborador de Wes Anderson en proyector como The Life Aquatic con Steve Zissou y Viaje a Darjeeling. Con su hermana Sofia Coppola ha colaborado en películas como Las vírgenes suicidas, Marie Antoinette o The Beguiled.
A través de su compañía de producción, The Directors Bureau, dirigió los cuatro vídeos musicales para el álbum de debut de The Strokes 2001, Is This It, así como "12:51" para Room on Fire. Sus otros videos musicales incluyen clips para Daft Punk, Lilys, Moby, The Presidents of the United States of America, Ween, Green Day y Fatboy Slim. Su vídeo musical para "Funky Squaredance" de Phoenix fue invitado a una colección permanente en el Museo de Arte Moderno de Nueva York. Dirigió el video Here Comes the Night Time de Arcade Fire, con el cual adelantaban el lanzamiento del disco Reflektor. También ha sido partícipe del proyecto paralelo musical de Jason Schwartzman, Coconut Records. Coppola dirige también la compañía Photobubble.
Su primer largometraje, CQ, se estrenó en 2001 en el Festival de Cine de Cannes y fue bien recibido por la crítica. Centrado en el París de los años sesenta, CQ narra la vida de un joven director de cine que trata de hacer malabares con su vida personal mientras rueda una película de ciencia ficción. 
Su segundo largometraje, A Glimpse Inside the Mind de Charles Swan III, se estrenó en 2012 en el Festival de Cine de Roma. Charlie Sheen protagonizó el filme, que nos presenta a un diseñador gráfico en plena ruptura matrimonial. El reparto también incluyó a Bill Murray y Jason Schwartzman.

## Videografía

### Filmografía
| Año  | Título                                        | Rol                                                     | Director | Guionista | Productor | Notas                                          |
| ---- | --------------------------------------------- | ------------------------------------------------------- | -------- | --------- | --------- | ---------------------------------------------- |
| 1972 | El Padrino                                    | Chico en la calle que asiste al funeral (No acreditado) |          |           |           |                                                |
| 1974 | El Padrino Parte II                           | Joven Sonny Corleone (No acreditado)                    |          |           |           |                                                |
| 1979 | Apocalypse Now                                | Francis de Marais                                       |          |           |           | Redux Versión sólo                             |
| 1989 | Clownhouse                                    |                                                         |          |           | Sí        | Productor ejecutivo                            |
| 1990 | El Espíritu de '76                            |                                                         |          | Sí        | Sí        | Historia, productor ejecutivo                  |
| 1999 | Gunfighter                                    | Bandido                                                 |          |           |           |                                                |
| 2007 | Viaje a Darjeeling                            |                                                         |          | Sí        | Sí        | Coescrita con Wes Anderson y Jason Schwartzman |
| 2009 | Fantastic Mr. Fox                             | Contratista de ardilla (Voz)                            |          |           |           |                                                |
| 2012 | Moonrise Kingdom                              |                                                         |          | Sí        |           | Coescrita con Wes Anderson                     |
| 2013 | A Glimpse Inside the Mind of Charles Swan III |                                                         | Sí       | Sí        | Sí        |                                                |
| 2013 | The Bling Ring                                |                                                         |          |           | Sí        |                                                |

| Año  | Título                             | Segunda Unidad                | Asocia               |
| ---- | ---------------------------------- | ----------------------------- | -------------------- |
| 1992 | Drácula, de Bram Stoker            | Director de efectos visuales  | Francis Ford Coppola |
| 1996 | Jack                               | Sí                            | Francis Ford Coppola |
| 1997 | The Rainmaker                      | Sí                            | Francis Ford Coppola |
| 1999 | Las vírgenes suicidas              | Sí                            | Sofia Coppola        |
| 2003 | Lost in Translation                | Director adicional            | Sofia Coppola        |
| 2004 | The Life Aquatic with Steve Zissou | Sí                            | Wes Anderson         |
| 2006 | Marie Antoinette                   | Sí                            | Sofia Coppola        |
| 2007 | Viaje a Darjeeling                 | Sí                            | Wes Anderson         |
| 2007 | Youth Without Youth                | Sí                            | Francis Ford Coppola |
| 2009 | Tetro                              | Sí                            | Francis Ford Coppola |
| 2014 | El Gran Hotel Budapest             | Unidad de fotografía especial | Wes Anderson         |
| 2015 | Un Muy Murray Navidad              | Sí                            | Sofia Coppola        |

### Televisivo
| Año            | Título                | Director | Guionista                                 | Productor | Notas                                                                                              |
| -------------- | --------------------- | -------- | ----------------------------------------- | --------- | -------------------------------------------------------------------------------------------------- |
| 2002           | '2 Bill               | Sí       | Episodio: "Los Golpes"                    |           | |
| 2014 –presente | Mozart in the Jungle  | Sí       | Sí                                        | Sí        | Ejecutivo productor, creador, dirigió 3 episodios, coescritos con Jason Schwartzman y Alex Timbers |
| 2015           | Un Muy Murray Navidad | Sí       | Productor especial , ejecutivo televisivo |           | |

### Cortometrajes
| 1996 | Cama, Baño y Más allá                 | Actor, cinematographer |                           |    |
| 1999 | Torrance Rises                        | Cinematographer        |                           |    |
| 2011 | Lucha para Vuestro Correcto Revisited | Actor                  | Función: Cafetería Patron |    |
| 2012 | ¡El Tonto                             | Sí                     |                           |    |
| 2012 | Amor/moderno                          | Sí                     |                           |    |
| 2012 | El Espejo Entre Nosotros              | Sí                     |                           |    |
| 2012 | Eugene                                | Sí                     |                           |    |
| 2012 | Dado Otra vez, Undead Uno             | Sí                     | Sí                        | Sí |
| 2013 | Castello Cavalcanti                   | Sí                     | Sí                        |    |

### Vídeos de música
1994
- Nancy Chico - "Motel de Sueño Profundo"
- Ween - "Señora de vudú"

1995
- Butterglory - " Tiene el Akshun"
- Love Battery - "la habitación Rosa de Harold"
- The Presidents of the United States of America - "Trozo" (Versión #1) / "Kitty"
- Matthew Sweet Dulce - "Enfermo de Yo" / " somos igual"
- Mike Watt con Evan Dando - "Meada-Hombre de Botella"

1996
- Green Day - "Andando Contradicción"
- Mansun - "Taxloss"
- The Presidents of the United States of America - "Trozo" (Versión #2) / "Duna" / "de Melocotones Buggy" / "Mach 5"
- El que Espera Alquileres"

1997
- Wyclef Jean y El Refugiado Todo-las estrellas que presentan John Forté y Pras - "Nosotros Probando Quedar#prpers Vivos"

1998
- God Lives Underwater - "De Vuestra Boca"
- Cassius - "Foxxy"
- Daft Punk - "Revolution 909"
- Fatboy Slim - "Gangster Tropezando"
- Moby - "Miel"
- Blondie - "Maria"

1999
- Cassius - "La Mouche"
- Supergrass - "Todavía Necesitamos Más (Que Cualquiera Puede Dar)"

2000
- Air - "Amor de Patio"
- Phoenix - "Funky Squaredance"
- Dulce - "Otro Invierno Dulce"

2001
- Los Golpes - "Último Nite" (Versión 2)

2002
- Marianne Faithfull - "Sexo con Desconocidos"
- Phantom Planet - "California"
- The Strokes - "La Edad Moderna" / "Hard to Explain" (Versión 2) / "Someday"
- The Vines - "Conseguir Libre"

2003
- Ima Robot - "Dynomite"
- The Strokes - "12:51"

2004
- Phoenix - "Todo es Todo "

2006 
- Phoenix - "Llamada de Distancia Larga"
- Rooney - "Decirme Pronto"

2007
- Arctic Monkeys - "Teddy Picker"

2009
- Sébastien Tellier - "L'Amor et La Violencia"

2013
- Arcade Fire - "Aquí Viene el Tiempo de Noche"

2014
- Kylie Minogue - "Sexercize"

2015
- Beastie Boys Los chicos que presentan Nas - "Demasiados Rappers"

2017
- Carly Rae Jepsen y Lil Yachty - " Toma Dos"

2020
- The Strokes - "The Adults Are Talking"
- Paul McCartney - "Find My Way"

### Anuncios y vídeos promocionales
| Año  | Título                                                     | Director | Escritor                                                         | Notas |
| ---- | ---------------------------------------------------------- | -------- | ---------------------------------------------------------------- | ----- |
| 2010 | Stella Artois: Apartomatic                                 | Sí       | Comercial, codirigido con Wes Anderson                           |       |
| 2012 | Exploración de Tropa de Ben de primo con Jason Schwartzman | Sí       | Promocional corto para Moonrise Reino,coescrito con Wes Anderson |       |
| 2013 | Prada: Candy                                               | Sí       | Comercial, codirigido con Wes Anderson                           |       |
| 2015 | "Mágico Jingle Elvis"                                      | Sí       | Anuncio de Granja estatal                                        |       |

## Premios y distinciones
Premios Óscar
| Año  | Categoría            | Película         | Resultado |
| ---- | -------------------- | ---------------- | --------- |
| 2013 | Mejor guion original | Moonrise Kingdom | Nominado  |